# Ligue des champions Élite de l'AFC
La Ligue des champions Élite de l'AFC ou Ligue des champions d'Asie est une compétition de football, qui voit s'affronter les meilleurs clubs du continent asiatique. 
C'est le plus haut niveau des compétition inter-continentale asiatiques, jouée entre clubs asiatiques. Elle est organisée par la Confédération asiatique de football (AFC).
La première édition a lieu en 1967 sous la dénomination Coupe d'Asie des clubs champions et se joue entre six clubs à Bangkok. Du fait de l'immensité du continent, il était difficile d'y organiser une véritable compétition où seules 10 équipes sont réunies en 1969. La compétition est renommée Ligue des champions en 2003.
Le club le plus titré est le club saoudien d'Al-Hilal, qui a remporté quatre fois la compétition[Quand ?].

## Histoire
Les premières éditions de la Coupe d'Asie des clubs champions sont marquées par une nette domination des clubs israéliens, avant qu'en 1975 l'AFC ne décide d'exclure Israël en raison de la guerre au Moyen-Orient. Il s’agissait d’un prétexte car l'État d'Israël était rejeté par de nombreux membres, notamment des pays arabes comme le montre le refus du club irakien Al Shorta Bagdad en 1971 de disputer la finale contre le club israélien du Maccabi Tel-Aviv, qui gagna donc par forfait. Le tournoi fut ensuite interrompu en raison de problèmes politiques sans fin jusqu'en 1985, où il reprit sur le même modèle que le précédent.
La réorganisation des compétitions asiatiques en 2002 a engendré la disparition de la Coupe des clubs champions au profit de la toute nouvelle Ligue des champions d'Asie. Cette dernière offre un nombre de places pour les clubs de chaque pays décidé par l'AFC. En 2005, 14 pays peuvent inscrire leurs deux meilleurs clubs : l'Arabie saoudite, la Chine, la Corée du Sud, les Émirats arabes unis, l'Indonésie, l'Irak, l'Iran, le Japon, le Koweït, l'Ouzbékistan, le Qatar, la Syrie, la Thaïlande et le Viêt Nam. Les autres pays asiatiques n'ont droit qu'à une seule place.
En décembre 2022, la confédération asiatique annonce une future réforme de ses compétitions de club avec un nouveau format. Le 14 août 2023, l'AFC annonce le nouveau nom de la ligue des champions : la Ligue des champions Élite de l'AFC (ACLE).

### Identité visuelle

Logo de la compétition 2002-2008
Logo de la compétition 2008-2021
Logo de la compétition 2021-2024
Logo de la compétition Depuis 2024.

## Palmarès par édition
| N°                               | Édition                          | Vainqueur                        | Score                            | Finaliste                        | Lieu de la finale                                                                | Affluence                        |
| Coupe d'Asie des clubs champions | Coupe d'Asie des clubs champions | Coupe d'Asie des clubs champions | Coupe d'Asie des clubs champions | Coupe d'Asie des clubs champions | Coupe d'Asie des clubs champions                                                 | Coupe d'Asie des clubs champions |
| -------------------------------- | -------------------------------- | -------------------------------- | -------------------------------- | -------------------------------- | -------------------------------------------------------------------------------- | -------------------------------- |
| 1                                | 1967                             | Hapoël Tel-Aviv                  | 2 - 1                            | Selangor FA                      | Stade Suphachalasai (Bangkok)                                                    | ?                                |
| 2                                | 1969                             | Maccabi Tel-Aviv                 | 1 - 0                            | Yangzee FC                       | Stade Suphachalasai (Bangkok)                                                    | ?                                |
| 3                                | 1970                             | Esteghlal Téhéran                | 2 - 1                            | Hapoël Tel-Aviv                  | (Téhéran)                                                                        | ?                                |
| 4                                | 1971                             | Maccabi Tel-Aviv (2)             | Par forfait                      | Al-Shorta SC                     | Stade Suphachalasai (Bangkok)                                                    | forfait                          |
| 1972-1984 : interruption         |                                  |                                  |                                  |                                  |                                                                                  |                                  |
| 5                                | 1985-1986                        | Daewoo Royals                    | 3 - 1                            | Al-Ahli FC                       | Stade du Prince Abdullah Al-Faisal (Djeddah)                                     | ?                                |
| 6                                | 1986                             | Furukawa Electric                | 4 - 3                            | Al-Hilal FC                      | Stade du Prince Faisal bin Fahd (Riyad)                                          | ?                                |
| 7                                | 1987                             | Yomiuri FC                       | Par forfait                      | Al-Hilal FC                      | forfait                                                                          | forfait                          |
| 8                                | 1988-1989                        | Al Sadd SC                       | 2 - 3 1 - 0                      | Al Rasheed SC                    | Al-Shaab Stadium (Bagdad) Stade Jassim-bin-Hamad (Doha)                          | 10 000 5 000                     |
| 9                                | 1989-1990                        | Liaoning FC                      | 2 - 1 1 - 1                      | Nissan Motor                     | Mitsuzawa Football Stadium (Yokohama) Stade Wulihe (Shenyang)                    | ?                                |
| 10                               | 1990-1991                        | Esteghlal Téhéran (2)            | 2 - 1                            | Liaoning FC                      | Bangabandhu National Stadium (Dacca)                                             | ?                                |
| 11                               | 1991                             | Al-Hilal FC                      | 1 - 1 (4- 3tab)                  | Esteghlal Téhéran                | Stade Jassim-bin-Hamad (Doha)                                                    | ?                                |
| 12                               | 1992-1993                        | PAS Téhéran                      | 1 - 0                            | Al-Shabab FC                     |                                                                                  | ?                                |
| 13                               | 1993-1994                        | Thai Farmers Bank                | 2 - 1                            | Oman Club                        | Stade Suphachalasai (Bangkok)                                                    | ?                                |
| 14                               | 1994-1995                        | Thai Farmers Bank (2)            | 1 - 0                            | Al-Arabi SC                      | Stade Suphachalasai (Bangkok)                                                    | ?                                |
| 15                               | 1995                             | Seongnam Ilhwa Chunma            | 1 - 0 ap                         | Al-Nassr FC                      | Stade international du Roi-Fahd (Riyad)                                          | ?                                |
| 16                               | 1996-1997                        | Pohang Steelers                  | 2 - 1 ap                         | Seongnam Ilhwa Chunma            | Stade Shah Alam (Shah Alam)                                                      | ?                                |
| 17                               | 1997-1998                        | Pohang Steelers (2)              | 0 - 0 (6- 5tab)                  | Dalian Shide                     | Stade de Hong Kong (Hong Kong)                                                   | ?                                |
| 18                               | 1998-1999                        | Júbilo Iwata                     | 2 - 1                            | Esteghlal Téhéran                | Stade Azadi (Téhéran)                                                            | ?                                |
| 19                               | 1999-2000                        | Al-Hilal FC (2)                  | 3 - 2 ap                         | Júbilo Iwata                     | Stade international du Roi-Fahd (Riyad)                                          | ?                                |
| 20                               | 2000-2001                        | Suwon Bluewings                  | 1 - 0                            | Júbilo Iwata                     | Suwon Sports Complex (Suwon)                                                     | ?                                |
| 21                               | 2001-2002                        | Suwon Bluewings (2)              | 0 - 0 (4- 2tab)                  | Anyang LG Cheetahs               | Stade Azadi (Téhéran)                                                            | ?                                |
| Ligue des champions              |                                  |                                  |                                  |                                  |                                                                                  |                                  |
| 22                               | 2002-2003                        | Al-Aïn FC                        | 2 - 0 0 - 1                      | BEC Tero Sasana                  | Stade Tahnoun Bin Mohamed (Al-Aïn) Stade Rajamangala (Bangkok)                   | ?                                |
| 23                               | 2004                             | Al-Ittihad Club                  | 1 - 3 5 - 0                      | Seongnam Ilhwa Chunma            | Stade du Prince Abdullah Al-Faisal (Djeddah) Seongnam 2 Stadium (Seongnam)       | ?                                |
| 24                               | 2005                             | Al-Ittihad Club (2)              | 1 - 1 4 - 2                      | Al-Aïn FC                        | Stade Tahnoun bin Mohammed (Al-Aïn) Stade du Prince Abdullah Al-Faisal (Djeddah) | ?                                |
| 25                               | 2006                             | Jeonbuk Hyundai Motors           | 2 - 0 1 - 2                      | Al-Karama SC                     | Stade de la Coupe du monde de Jeonju (Jeonju) Stade de Khaled bin Walid (Homs)   | 25 830 40 000                    |
| 26                               | 2007                             | Urawa Red Diamonds               | 1 - 1 2 - 0                      | Sepahan Ispahan                  | Foolad Shahr Stadium (Ispahan) Stade Saitama 2002 (Saitama)                      | 30 000 59 034                    |
| 27                               | 2008                             | Gamba Osaka                      | 3 - 0 2 - 0                      | Adelaide United                  | Stade de l'Expo '70 (Suita) Hindmarsh Stadium (Adélaïde)                         | 20 639 17 000                    |
| 28                               | 2009                             | Pohang Steelers (3)              | 2 - 1                            | Al-Ittihad Club                  | Stade olympique national (Tokyo)                                                 | 25 743                           |
| 29                               | 2010                             | Seongnam Ilhwa Chunma (2)        | 3 - 1                            | Zob Ahan                         | Stade olympique national (Tokyo)                                                 | 27 308                           |
| 30                               | 2011                             | Al-Sadd SC (2)                   | 2 - 2 (4- 2tab)                  | Jeonbuk Hyundai Motors           | Stade de la Coupe du monde de Jeonju (Jeonju)                                    | 41 805                           |
| 31                               | 2012                             | Ulsan Hyundai                    | 3 - 0                            | Al-Ahli FC                       | Stade d'Ulsan Munsu (Ulsan)                                                      | 42 153                           |
| 32                               | 2013                             | Guangzhou Evergrande             | 2 - 2 1 - 1                      | FC Séoul                         | Stade de la Coupe du monde de Séoul (Séoul) Stade Tianhe (Canton)                | 55 501 55 847                    |
| 33                               | 2014                             | Western Sydney Wanderers         | 1 - 0 0 - 0                      | Al-Hilal FC                      | Parramatta Stadium (Sydney) Stade international du Roi-Fahd (Riyad)              | 20 053 63 763                    |
| 34                               | 2015                             | Guangzhou Evergrande (2)         | 0 - 0 1 - 0                      | Al-Ahli Dubaï                    | Stade Al-Rashid (Dubaï) Stade Tianhe (Canton)                                    | 9 480 42 499                     |
| 35                               | 2016                             | Jeonbuk Hyundai Motors (2)       | 2 - 1 1 - 1                      | Al-Aïn FC                        | Stade de la Coupe du monde de Jeonju (Jeonju) Stade Hazza Bin Zayed (Al-Aïn)     | 36 158 23 239                    |
| 36                               | 2017                             | Urawa Red Diamonds (2)           | 1 - 1 1 - 0                      | Al-Hilal FC                      | Stade international du Roi-Fahd (Riyad) Stade Saitama 2002 (Saitama)             | 59 136 57 727                    |
| 37                               | 2018                             | Kashima Antlers                  | 2 - 0 0 - 0                      | Persépolis FC                    | Stade de Kashima (Kashima) Stade Azadi (Téhéran)                                 | 35 022 100 000                   |
| 38                               | 2019                             | Al-Hilal FC (3)                  | 1 - 0 2 - 0                      | Urawa Red Diamonds               | Mrsool Park (Riyad) Stade Saitama 2002 (Saitama)                                 | 22 549 58 109                    |
| 39                               | 2020                             | Ulsan Hyundai (2)                | 2 - 1                            | Persépolis FC                    | Al-Janoub Stadium (Doha)                                                         | 12 000                           |
| 40                               | 2021                             | Al-Hilal FC (4)                  | 2 - 0                            | Pohang Steelers                  | Stade international du Roi-Fahd (Riyad)                                          | 50 171                           |
| 41                               | 2022                             | Urawa Red Diamonds (3)           | 1 - 1 1 - 0                      | Al-Hilal FC                      | Stade international du Roi-Fahd (Riyad) Stade Saitama 2002 (Saitama)             | 59 136 57 727                    |
| 42                               | 2023-2024                        | Al-Aïn FC (2)                    | 1 - 2 5 - 1                      | Yokohama F. Marinos              | Stade international de Yokohama (Yokohama) Stade Hazza-ben-Zayed (Al-Aïn)        | 53 704 24 826                    |
| Ligue des champions Élite        |                                  |                                  |                                  |                                  |                                                                                  |                                  |
| 43                               | 2024-2025                        | Al-Ahli FC                       | 2 - 0                            | Kawasaki Frontale                | Stade Roi-Abdallah (Djeddah)                                                     |                                  |

## Statistiques

### Bilan par club
| Rang | Club                      | Titres (éditions)          | Finales perdues (éditions)       |
| ---- | ------------------------- | -------------------------- | -------------------------------- |
| 1    | Al Hilal FC               | 4 (1991, 2000, 2019, 2021) | 5 (1986, 1987, 2014, 2017, 2022) |
| 2    | Pohang Steelers           | 3 (1997, 1998, 2009)       | 1 (2021)                         |
| 2    | Urawa Red Diamonds        | 3 (2007, 2017, 2022)       | 1 (2019)                         |
| 4    | Esteghlal FC              | 2 (1970, 1991)             | 2 (1991, 1999)                   |
| 4    | Seongnam FC               | 2 (1995, 2010)             | 2 (1997, 2004)                   |
| 4    | Al-Aïn FC                 | 2 (2003, 2024)             | 2 (2005, 2016)                   |
| 7    | Al-Ittihad Club           | 2 (2004, 2005)             | 1 (2009)                         |
| 7    | Jeonbuk Hyundai Motors    | 2 (2006, 2016)             | 1 (2011)                         |
| 9    | Maccabi Tel-Aviv          | 2 (1969, 1971)             | 0                                |
| 9    | Thai Farmers Bank         | 2 (1994, 1995)             | 0                                |
| 9    | Suwon Samsung Bluewings   | 2 (2001, 2002)             | 0                                |
| 9    | Al Sadd SC                | 2 (1989, 2011)             | 0                                |
| 9    | Guangzhou FC              | 2 (2013, 2015)             | 0                                |
| 9    | Ulsan Hyundai             | 2 (2012, 2020)             | 0                                |
| 15   | Al-Ahli FC                | 1 (2025)                   | 2 (1986, 2012)                   |
| 15   | Júbilo Iwata              | 1 (1999)                   | 2 (2000, 2001)                   |
| 17   | Hapoël Tel-Aviv           | 1 (1967)                   | 1 (1970)                         |
| 17   | Liaoning Whowin           | 1 (1990)                   | 1 (1991)                         |
| 19   | Busan I'Park              | 1 (1986)                   | 0                                |
| 19   | JEF United Ichihara Chiba | 1 (1986)                   | 0                                |
| 19   | Tokyo Verdy               | 1 (1987)                   | 0                                |
| 19   | PAS Téhéran               | 1 (1993)                   | 0                                |
| 19   | Gamba Osaka               | 1 (2008)                   | 0                                |
| 19   | Western Sydney Wanderers  | 1 (2014)                   | 0                                |
| 19   | Kashima Antlers           | 1 (2018)                   | 0                                |
| 26   | FC Séoul                  | 0                          | 2 (2002, 2013)                   |
| 26   | Persépolis FC             | 0                          | 2 (2018, 2020)                   |
| 26   | Yokohama F. Marinos       | 0                          | 2 (1990, 2024)                   |
| 29   | Selangor FA               | 0                          | 1 (1967)                         |
| 29   | Yangzee FC                | 0                          | 1 (1969)                         |
| 29   | Al-Shorta SC              | 0                          | 1 (1971)                         |
| 29   | Al-Rasheed SC             | 0                          | 1 (1989)                         |
| 29   | Al-Shabab FC              | 0                          | 1 (1993)                         |
| 29   | Oman Club                 | 0                          | 1 (1994)                         |
| 29   | Al-Arabi SC               | 0                          | 1 (1995)                         |
| 29   | Al-Nassr FC               | 0                          | 1 (1995)                         |
| 29   | Dalian Shide              | 0                          | 1 (1998)                         |
| 29   | Police Tero               | 0                          | 1 (2003)                         |
| 29   | Al-Karamah SC             | 0                          | 1 (2006)                         |
| 29   | Sepahan SC                | 0                          | 1 (2007)                         |
| 29   | Adélaïde United           | 0                          | 1 (2008)                         |
| 29   | Zob Ahan FC               | 0                          | 1 (2010)                         |
| 29   | Shabab Al-Ahli            | 0                          | 1 (2015)                         |
| 29   | Kawasaki Frontale         | 0                          | 1 (2025)                         |

### Bilan par pays
| Rang | Nation              | Finales | Finales | Finales |
| Rang | Nation              | Gagnées | Perdues | Total   |
| ---- | ------------------- | ------- | ------- | ------- |
| 1    | Corée du Sud        | 12      | 7       | 19      |
| 2    | Japon               | 8       | 5       | 13      |
| 3    | Arabie saoudite     | 7       | 10      | 17      |
| 4    | Iran                | 3       | 6       | 9       |
| 5    | Chine               | 3       | 2       | 5       |
| 6    | Israël              | 3       | 1       | 4       |
| 7    | Émirats arabes unis | 2       | 3       | 5       |
| 8    | Thaïlande           | 2       | 1       | 3       |
| 8    | Qatar               | 2       | 1       | 3       |
| 10   | Australie           | 1       | 1       | 2       |
| 11   | Irak                | 0       | 2       | 2       |
| 12   | Syrie               | 0       | 1       | 1       |
| 12   | Oman                | 0       | 1       | 1       |
| 12   | Malaisie            | 0       | 1       | 1       |

### Meilleurs buteurs par édition
| Édition | Joueur                | Club                   | Buts |
| ------- | --------------------- | ---------------------- | ---- |
| 2003    | Hao Haidong           | Dalian Shide           | 9    |
| 2004    | Kim Do-hoon           | Seongnam Ilhwa Chunma  | 9    |
| 2005    | Mohamed Kallon        | Al-Ittihad             | 6    |
| 2006    | Magno Alves           | Gamba Ōsaka            | 9    |
| 2007    | Mota                  | Seongnam Ilhwa Chunma  | 7    |
| 2008    | Nantawat Tansopa      | Krung Thai Bank        | 9    |
| 2009    | Leandro               | Gamba Ōsaka            | 10   |
| 2010    | José Mota             | Suwon Bluewings        | 9    |
| 2011    | Lee Dong-gook         | Chonbuk Hyundai Motors | 9    |
| 2012    | Ricardo Oliveira      | Al-Jazira              | 12   |
| 2013    | Muriqui               | Guangzhou Evergrande   | 13   |
| 2014    | Asamoah Gyan          | Al-Ain                 | 12   |
| 2015    | Ricardo Goulart       | Guangzhou Evergrande   | 8    |
| 2016    | Adriano               | FC Séoul               | 13   |
| 2017    | Omar Kharbin          | Al-Hilal               | 10   |
| 2018    | Baghdad Bounedjah     | Al-Sadd                | 13   |
| 2019    | Bafétimbi Gomis       | Al-Hilal               | 11   |
| 2020    | Abderrazzak Hamdallah | Al-Nassr               | 7    |
| 2021    | Michael Olunga        | Al-Duhail SC           | 9    |
| 2022    | Edmilson Junior       | Al-Duhail SC           | 8    |